# 三甲基碘化鍗
三甲基碘化鍗是一种有机碲化合物，化学式为(CH3)3TeI。它可由二甲基碲和碘甲烷反应制得。它和氟硼酸银反应，得到三甲基氟硼酸鍗；和乙酸银反应，得到三甲基乙酸鍗。
(CH3)3TeI + AgBF4 → (CH3)3TeBF4 + AgI
(CH3)3TeI + CH3COOAg → CH3COOTe(CH3)3 + AgI